# Erioptera (Erioptera) griseipennis
Erioptera (Erioptera) griseipennis is een tweevleugelige uit de familie steltmuggen (Limoniidae). De soort komt voor in het Palearctisch gebied.